# Edward Shirley Kennedy
Ne pas confondre avec l'alpiniste Thomas Stuart Kennedy (T. S. Kennedy), de Leeds, qui fit plusieurs premières durant la même période, notamment la dent Blanche (1862) et l'aiguille Verte par l'arête du Moine (1865).
Ne pas confondre avec l'historien des sciences Edward Stewart Kennedy
Edward Shirley Kennedy ou simplement E. S. Kennedy, né en 1817 à Snaresbrook (Essex, actuellement dans le borough londonien de Redbridge) et mort en 1898 à Exmouth (Devon), est un alpiniste anglais de l'âge d'or de la conquête des Alpes. Auteur de divers ouvrages sur l'alpinisme, il est aussi à l'origine de la fondation de l'Alpine Club.

## Biographie
Edward Shirley Kennedy commence ses études au Caius College de Cambridge en 1852. En 1855 il participe à des expéditions alpines menées par le révérend Charles Hudson, et qui comprend aussi Edward John Stevenson, Christopher et James Grenville Smith, Charles Ainslie et G. C. Joad. La plus célèbre de ces expéditions est la première ascension sans guide du mont Blanc. En 1857, William Mathews lui fait part de son idée de création d'un Gentlemen's club d'alpinistes britanniques. Kennedy organise alors la réunion inaugurale de l'Alpine Club qui se tient le 22 décembre 1857 au Ashley's Hotel de Covent Garden à Londres. Kenndey est ensuite le deuxième président de l'Alpine Club de 1860 à 1863 et est le rédacteur en 1862 du second tome de Peaks, passes, and glaciers : A series of excursions by members of the Alpine club, la revue du club (qui allait devenir l'Alpine Journal en 1863).

## Ascensions
- 1854 - Première tentative d'ascension du Dom des Mischabel avec le curé et hôtelier de Saas-Fee Joseph Imseng et deux guides suisses[2]
- 1854 - Tentative au mont Rose, les 8 et 10 septembre
- 1854 - Tentative à l'aiguille de Blaitière avec M. Blackwell
- 1855 - Première ascension officielle du mont Blanc du Tacul
- 1855 - Première ascension sans guide du mont Blanc, le 14 août
- 1857 - Ascension sans guide du Bristenstock avec J. F. Hardy, le 20 juillet
- 1857 - Ascension de l'Eggishorn, le 9 août
- 1857 - Première ascension britannique du Finsteraarhorn (la quatrième ou cinquième, la première étant controversée) avec J. C. W. Ellis, John Frederick Hardy, William Mathews, Benjamin St John Attwood-Mathews, et les guides Auguste Simond, Jean-Baptiste Croz, Johann Jaun père et Aloys Bortis, et le porteur Alexander Guntern, le 13 août
- 1861 - Première ascension du col de la Fuorcla Crast' Agüzza (3 601 m, dans la chaîne de la Bernina) avec J. F. Hardy, et les guides P. and F. Jenny and A. Flury, le 23 juillet[3]
- 1862 - Première ascension du Monte Disgrazia avec Leslie Stephen et le guide Melchior Anderegg, le 23 août[4]

## Ouvrages
- (en) Thoughts on Being : suggested by meditation upon the Infinite, the Immaterial, and the Eternal, Londres, Longman, Brown, Green, and Longmans, 1850 (lire en ligne)
- Où il y a une volonté, il y a un chemin : Une ascension du mont Blanc par un nouvel itinéraire et sans guide, augmentée de deux ascensions du mont Rose, Grenoble, Éditions de Belledonne, coll. « Les classiques inédits de l'alpinisme », 2001 (ISBN 978-2-911148-50-7)Édition originale : (en) Where there's a will there's a way : an ascent of mont Blanc by a new route and without guides  (avec Charles Hudson), Londres, Longman, Brown, Green, and Longmans, 1856 (lire en ligne)
- (en) Peaks, Passes, and Glaciers : Being Excursions by Members of the Alpine Club  (en deux volumes), Londres, Longman, Green, Longman, and Roberts, 1862 (lire en ligne)
- (en) « The Ascent of Monte della Disgrazia », The Alpine Journal, Londres, H.B. George, vol. 1, no 1,‎ 1864, p. 3-20 (lire en ligne [PDF])